# Zentrum (Schach)
|   | a | b | c | d | e | f | g | h |   |
| 8 |   |   |   |   |   |   |   |   | 8 |
| 7 |   |   |   |   |   |   |   |   | 7 |
| 6 |   |   |   |   |   |   |   |   | 6 |
| 5 |   |   |   |   |   |   |   |   | 5 |
| 4 |   |   |   |   |   |   |   |   | 4 |
| 3 |   |   |   |   |   |   |   |   | 3 |
| 2 |   |   |   |   |   |   |   |   | 2 |
| 1 |   |   |   |   |   |   |   |   | 1 |
|   | a | b | c | d | e | f | g | h |   |

Als das Zentrum bezeichnet man beim Schachspiel die vier Felder in der Mitte des Schachbretts d4, d5, e4, e5 (siehe auch Schachnotation). Vereinzelt werden die Felder c3, c4, c5, c6, d3, d6, e3, e6, f3, f4, f5, f6 als das erweiterte Zentrum bezeichnet.

## Bedeutung
Das Zentrum ist während aller Spielphasen einer Schachpartie (Eröffnung, Mittelspiel und Endspiel) sehr bedeutend, wobei je nach Spielphase auch andere Faktoren, etwa Freibauern oder die Sicherheit des Königs eine wichtige Rolle spielen. Der Kampf um das Zentrum beginnt in der Regel bereits mit den ersten Zügen. Neben einer möglichst harmonischen und schnellen Entwicklung der eigenen Figuren ist die Beherrschung des Zentrums das wichtigste strategische Ziel in der Eröffnung. Ohne ausreichende Kontrolle des Zentrums ist ein Flügelangriff meist erfolglos. Im Zentrum postierte Figuren wirken auf das ganze Schachbrett. Insbesondere Springer, aber auch Läufer und die Dame haben in der Brettmitte zudem mehr Zugmöglichkeiten als am Brettrand.
Zu Zeiten der ersten offiziellen Schachweltmeister wurde das Zentrum von beiden Seiten möglichst mit eigenen Bauern besetzt. Später formulierte Aaron Nimzowitsch den bis heute akzeptierten Lehrsatz, dass es statt einer Besetzung des Zentrums mit Bauern auch ausreichend ist, das Zentrum mit den Figuren zu kontrollieren.

## Arten des Zentrums
Nach Kotow gibt es fünf wichtige Arten von Zentrumsbauernstellungen, die die Strategie der beiden Gegner, in der Regel, maßgeblich beeinflussen.
- Dynamisches Zentrum: Die Bauernstellung im Zentrum ist ungeklärt, daher ist die Lage sehr angespannt. Aus diesem Zentrum können alle anderen Zentrumsstellungen resultieren. Zu finden z. B. in der Scheveninger Variante der Sizilianischen Verteidigung.
- Geschlossenes Zentrum: Es befinden sich blockierte Bauernketten im Zentrum, anzutreffen z. B. in der Französischen Verteidigung.
- Offenes Zentrum: Es befinden sich keine Bauern im Zentrum.
- Bewegliches Zentrum: Im Zentrum befinden sich viele nicht festgelegte Bauern. Beispiele für solche Zentren finden sich z. B. in der Aljechin-Verteidigung.
- Statisches Zentrum: Es befinden sich blockierte Bauern im Zentrum.

Bei dynamischem Zentrum ist vor allem auf Angriffe auf den Flügeln zu achten. Die Hauptgefahr für den Angreifer liegt in einem Gegenschlag im Zentrum, auf den meist entblößten König. Für den Verteidiger ist es folglich wichtig die Spannung im Zentrum aufrechtzuerhalten.
Bei geschlossenem Zentrum sind Flügelangriffe sogar noch wichtiger. Diese erfolgen meist durch Bauernsturm. Greift eine Seite am falschen Flügel an, so ist der Angriff meist wirkungslos. Eine aktive Strategie erfordert Konsequenz bei der Umsetzung. Eine Verteidigungsstrategie baut auf einen Gegenangriff am anderen Flügel oder (wenn möglich) im Zentrum. Eine passive Verteidigung ist nicht ausreichend und führt in fast allen Fällen zum Verlust.
Bei offenem Zentrum sind Bauernangriffe schlecht. Hier sollte auf aktives Figurenspiel geachtet werden, um Vorteil zu erlangen. Eine Verteidigungsstrategie beruht ebenfalls auf aktivem Figurenspiel und Abtausch der Angriffsfiguren. Bei Entwicklungsrückstand muss das Zentrum unbedingt geschlossen bleiben, sonst kommt die andere Seite sehr schnell zum Angriff auf die passive Figurenstellung und erlangt Vorteil.
Bei beweglichem Zentrum liegt die hauptsächliche Strategie in der maximalen Einengung des Gegners. Dies ist durch gezielten Bauernvormarsch zu erreichen. Wenn der Gegner so eingeengt wurde, folgt ein Angriff über die Flügel. Die Verteidigung beruht auf Blockade des gegnerischen Bauernzentrums.
Bei statischem Zentrum ist die Beherrschung des Zentrums Grundlage für einen starken Angriff auf den König. Die Verteidigung richtet sich gegen die gegnerische Zentrumskontrolle. Bei statischem Zentrum lassen sich extrem lange Umgruppierungen im Zentrum durchführen.
Während die Abspiele bei geschlossenem und statischem Zentrum eher ruhig und strategischer Natur sind, sind die Abspiele im offenen und beweglichen Zentrum schnell und langwierige strategische Pläne sind nicht angebracht. Im dynamischen Zentrum muss jede Partei ständig auf Veränderungen acht geben, daher ist es die komplizierteste Zentrumsform.

## Beispiele aus der Eröffnung
|   | a | b | c | d | e | f | g | h |   |
| 8 |   |   |   |   |   |   |   |   | 8 |
| 7 |   |   |   |   |   |   |   |   | 7 |
| 6 |   |   |   |   |   |   |   |   | 6 |
| 5 |   |   |   |   |   |   |   |   | 5 |
| 4 |   |   |   |   |   |   |   |   | 4 |
| 3 |   |   |   |   |   |   |   |   | 3 |
| 2 |   |   |   |   |   |   |   |   | 2 |
| 1 |   |   |   |   |   |   |   |   | 1 |
|   | a | b | c | d | e | f | g | h |   |

|   | a | b | c | d | e | f | g | h |   |
| 8 |   |   |   |   |   |   |   |   | 8 |
| 7 |   |   |   |   |   |   |   |   | 7 |
| 6 |   |   |   |   |   |   |   |   | 6 |
| 5 |   |   |   |   |   |   |   |   | 5 |
| 4 |   |   |   |   |   |   |   |   | 4 |
| 3 |   |   |   |   |   |   |   |   | 3 |
| 2 |   |   |   |   |   |   |   |   | 2 |
| 1 |   |   |   |   |   |   |   |   | 1 |
|   | a | b | c | d | e | f | g | h |   |

Das linke Diagramm zeigt eine bis heute oft gespielte Stellung des abgelehnten Damengambits, die bereits 1886 im ersten offiziellen Weltmeisterschaftskampf zwischen Johannes Hermann Zukertort und Wilhelm Steinitz vorkam. Beide Seiten haben einen Bauern ins Zentrum gebracht und versuchen dieses dadurch zu kontrollieren, wobei in etwa ein Gleichgewicht entsteht.
Das rechte Diagramm zeigt die ebenfalls häufig gespielte Hauptvariante der Grünfeld-Indischen Verteidigung, die bei einer Weltmeisterschaft erstmals 1954 zwischen Michail Botwinnik und Wassili Smyslov gespielt wurde. Weiß hat ein massives Bauernzentrum (d4, e4) errichtet, während Schwarz keine Bauern im Zentrum postiert hat. Dafür kontrolliert Schwarz die Zentralfelder e5 und d4 mit seinem Fianchettoläufer auf g7 und versucht in der Folge durch c7–c5 und Sb8–c6 weiter Druck auf das weiße Zentrum aufzubauen. Dadurch herrscht in etwa ein dynamisches Gleichgewicht.